# Rivière Fer à Cheval
 (juillet 2014).
La rivière Fer à Cheval, est un cours d'eau qui coule dans le département Centre à Haïti, et un affluent du fleuve Artibonite.

## Géographie
Cette rivière prend sa source dans la chaîne du Trou d'Eau. 
Elle coule dans l'arrondissement de Mirebalais. Son principal affluent est la rivière Gascogne.
Elle se jette ensuite dans le fleuve Artibonite en arrivant dans la ville de Mirebalais.